# Congresso panucraino dei Soviet
Il Congresso panucraino dei Soviet (in ucraino Всеукраїнський з'їзд Рад?, Vseukraïns'kyj z'ïzd Rad; in russo Всеукраинский съезд Советов?, Vseukrainskij sʺezd Sovetov) è stato l'organo di governo supremo della Repubblica Socialista Sovietica Ucraina tra il 1917 e il 1922. Dal 1922 al 1938, la Costituzione della RSS Ucraina, redatta dopo quella sovietica del 1918, stabilì che il Congresso doveva essere riunito almeno due volte all'anno, ma la Costituzione del 1926 (in corrispondenza di quelle di tutte le Repubbliche sovietiche) diminuì il numero minimo di sedute annuali a una. In totale ci furono 14 Congressi tenuti principalmente a Charkiv.
Il congresso fu concepito per sostituire la Rada Centrale ucraina.

## Descrizione
Dopo la fine della guerra civile russa e l'intervento militare straniero, in Ucraina il Partito bolscevico al potere continuò ad impiegare attivale i soviet come forma di dittatura del proletariato nella sua politica interna. La formazione della composizione e della struttura del Congresso panucraino dei Soviet, del Comitato esecutivo centrale panucraino e del suo Presidium continuò ad essere portata avanti con l'ausilio del sistema elettorale sotto la leadership degli organi del Partito bolscevico. Secondo l'articolo 20 della Costituzione della RSS Ucraina del 1919, il diritto elettorale attivo e passivo alle elezioni per i soviet locali era concesso solo agli operai, ai soldati, ai marinai e agli stranieri appartenenti alla classe operaia o contadina. I cittadini privati di tale diritto, "anche se appartenenti a una delle suddette categorie", erano coloro che avevano impiegato dei lavoratori per scopi egoistici o che avevano vissuto senza un reddito guadagnato senza merito, compresi commercianti privati, intermediari commerciali, monaci e superiori, ufficiali e agenti della polizia precedente, membri della casata dei Romanov, squilibrati e coloro che erano sotto tutela o condannati. La legislazione costituzionale della RSFS Russa e delle altre repubbliche aveva quindi privato il diritto di voto ai cittadini appartenenti a queste categorie divise in base alle condizioni politiche e lavorative. Queste restrizioni furono successivamente estese a coloro che agivano chiaramente da kulak o protestavano attivamente contro il regime, ex sostenitori di Simon Petljura (quindi i nazionalisti ucraini), "banditi di ogni tipo", distillatori illegali, disertori e altri nemici del governo sovietico.

## Storia

### Congresso dei Soviet di Kiev

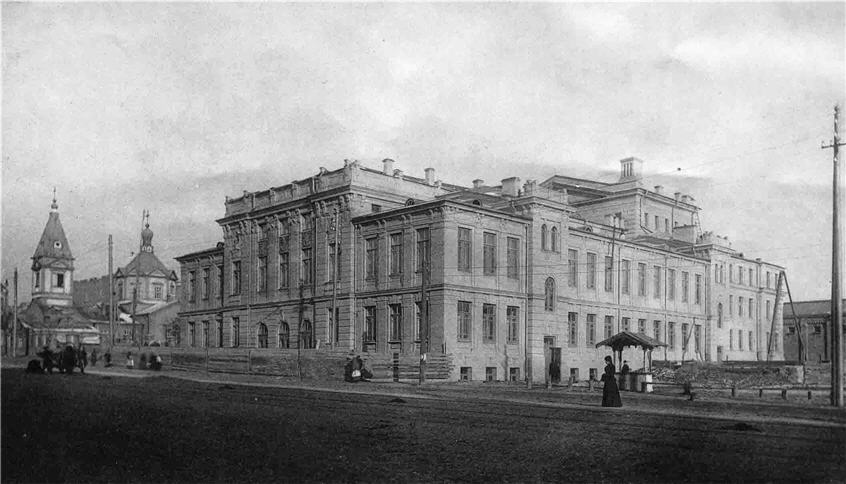
La Casa pubblica Troickij (all'epoca nota anche come Teatro Sadovskij)

Il primo Congresso dei Soviet fu organizzato a Kiev il 17 dicembre (4 dicembre del calendario giuliano) 1917 nella hall del Teatro M. Sadovskij. Il Congresso, al quale parteciparono oltre 2500 delegati, fu convocato dai deputati del Soviet regionale degli operai e dei soldati di Kiev su richiesta delle organizzazioni bolsceviche ucraine. Nello stesso periodo, tra il 16 e il 18 dicembre 1917, era in corso a Kiev un congresso regionale dei bolscevichi ucraini che creò la sezione del POSDR(b) "Socialdemocrazia dell'Ucraina".
La prima questione discussa fu l'elezione del Presidium del Congresso che era guidato dal presidente onorario Mychajlo Hruševs'kyj. Il punto centrale nell'agenda del congresso era "L'ultimatum del Sovnarkom della Russia al Consiglio centrale dell'Ucraina", condannato il 18 dicembre 1917. Volodymyr Zatons'kyj, leader della fazione bolscevica e membro del comitato organizzativo, affermò che vi era stato un malinteso dato che la maggior parte dei delegati presenti al Congresso non aveva il diritto di voto. Zatons'kyj propose un'interruzione del Congresso per controllare le credenziali di tutti i delegati. Come risposta, il leader dell'Associazione contadina Mykola Stasyuk dichiarò che il Comitato regionale dei Soviet dei lavoratori e dei soldati aveva intenzione di falsificare il volere del popolo ucraino dando la preferenza ai lavoratori e ai soldati che non erano nemmeno ucraini. Di conseguenza, il Comitato centrale dell'Associazione contadina cercò di aumentare la rappresentanza contadina al congresso. In seguito, i bolscevichi proposero di riconoscere il congresso come un incontro consultivo ma quando la loro proposta venne rifiutata, i 127 sostenitori dei bolscevichi abbandonarono il congresso in segno di protesta. I membri rimanenti riconobbero l'assemblea come un congresso competente mentre i 124 delegati provenienti dai 49 soviet che avevano lasciato il Congresso si riunirono il 18 dicembre 1917 in una riunione separata nel Ufficio centrale dei sindacati di Kiev.

### I congresso (Charkiv)
Il 21 dicembre 1917, le Guardie Rosse della Russia sovietica guidate da Vladimir Antonov-Ovseenko occuparono Charkiv. Nella notte del 22 dicembre, le Guardie Rosse, assieme ai bolscevichi locali, disarmarono le unità militari locali e arrestarono i leader del Consiglio cittadino e della guarnigione.Il 23 dicembre, i bolscevichi istituirono un revkom (comitato rivoluzionario), mentre il quartier generale di una Guardia Rossa locale era già stato istituito il 14 dicembre 1917 nell'edificio della borsa situato nella piazza del mercato (oggi Piazza della Costituzione).
Tra il 24 e il 25 dicembre 1917, venne organizzato un altro I Congresso dei Soviet nell'edificio dell'Assemblea Nobile di Charkiv: inizialmente riunì 964 partecipanti ma il numero aumentò a 1250. Il Congresso discusse numerosi problemi: le attitudini verso il Consiglio centrale dell'Ucraina, la guerra e la pace, come anche l'organizzazione di una forza militare, le relazioni tra l'Ucraina e la Russia Sovietica e problemi finanziari.
Il Congresso approvò il trattato di Brest-Litovsk tra la RSFS Russa e gli Imperi centrali, dichiarò l'indipendenza della Repubblica Popolare Sovietica Ucraina come repubblica della RSFS russa ed emanò le leggi sulla socializzazione della terra adottate dal III Congresso panrusso dei Soviet. Venne discusso il "sistema statale", fu dichiarata la giornata lavorativa di 8 ore e il controllo del lavoro, come anche l'organizzazione dell'Armata Rossa degli Operai e dei Contadini dell'Ucraina. La politica del Consiglio centrale dell'Ucraina nella risoluzione "Sul momento politico"venne condannata e fu richiesta la ritirata delle forze armate austriache e prussiane dall'Ucraina. I partecipanti elessero la nuova composizione del Comitato esecutivo centrale dell'Ucraina formata da 102 membri e guidata da Volodymyr Zatons'kyj.

### II Congresso (Ekaterinoslav)
Il II Congresso panucraino dei Soviet, organizzato a Ekaterinoslav nel 1918, proclamò il potere dei soviet in Ucraina e ratificò il trattato di Brest-Litovsk.

### Abolizione
Il Congresso cessò di esistere alla fine della riforma costituzionale del 1936-1937, quando l'elezione indiretta dei soviet prima a livello dell'Unione e dopo a quello delle repubbliche fu sostituito dalle elezioni dirette a tutti i livelli con il Soviet Supremo come organo più alto.

## Lista di tutti i congressi
| Congresso                                           | Data                       | Luogo         | Evento principale |
| --------------------------------------------------- | -------------------------- | ------------- | --- |
| Congresso dei Soviet di Kiev                        | 17-18 dicembre 1917        | Kiev          | - Ridimensionamento del ruolo del Consiglio centrale dell'Ucraina come l'autorità suprema. - Elezione di Mychajlo Hruševs'kyj a presidente del Consiglio centrale ucraino |
| I Congresso panucraino dei Soviet                   | 24-25 dicembre 1917        | Charkiv       | - Proclamazione del potere sovietico in Ucraina - Istituzione dell'Ucraina come un'entità federativa della RSFS Russa - Creazione del Segretariato del Popolo - Appello al popolo ucraino per la lotta contro il Consiglio centrale nazionalista e borghese. - Elezione di Juchym Medvedjev a presidente del Comitato esecutivo centrale                       |
| II Congresso panucraino dei Soviet                  | 17-19 marzo 1918           | Ekaterinoslav | - Approvazione del trattato di Brest-Litovsk e rottura formale dell'unione federativa con la Russia - Proposta di creare l'Armata Rossa per la lotta contro il restaurato potere borghese - Adozione di "misure temporanee sulla socializzazione della terra" - Elezione di Volodymyr Zatons'kyj a presidente del Comitato esecutivo centrale                  |
| III Congresso panucraino dei Soviet                 | 6-10 marzo 1919            | Charkiv       | - Riforma della struttura di governo dell'Ucraina - Approvazione della scelta di creare un'Armata Rossa regolare, delle Politiche del Commissariato del Popolo per l'approvvigionamento di cibo e del comunismo di guerra - Modifica della prima Costituzione della RSS Ucraina - Elezione di Grigorij Petrovskij a presidente del Comitato esecutivo centrale |
| IV Congresso panucraino dei Soviet                  | 16-20 maggio 1920          | Charkiv       | - Discussione sul ruolo della RSS Ucraina nella guerra sovietico-polacca - Istituzione dei Comitati dei contadini poveri - Elezione di 34 membri del Comitato esecutivo centrale panrusso - Elezione di Lenin come membro onorario del Comitato esecutivo centrale panucraino                                                                                  |
| V Congresso panucraino dei Soviet                   | 25 febbraio - 3 marzo 1921 | Charkiv       | - Ratifica del Trattato dell'unione degli operai e dei contadini del 1920 tra l'Ucraina e la Russia - Adozione di risoluzioni sulla rinascita delle industrie metallurgiche e del carbone, sull'elettrificazione e sul miglioramento dell'utilizzo della terra - Istituzione dell'Ordine della Bandiera rossa del lavoro della RSS Ucraina                     |
| VI Congresso panucraino dei Soviet                  | 14-17 dicembre 1921        | Charkiv       | - Introduzione della prodnalog russa (tassa sulla produzione alimentare) - Fornitura di grano per i contadini poveri - Attuazione della Nuova politica economica - Elezione di 254 delegati del IX Congresso panrusso dei Soviet |
| VII Congresso panucraino dei Soviet                 | 10-14 dicembre 1922        | Charkiv       | - Ratifica della Dichiarazione della creazione dell'URSS - Elezione dei delegati al X Congresso panrusso dei Soviet |
| VIII Congresso panucraino dei Soviet                | 17-20 gennaio 1924         | Charkiv       | - Rapporto sul governo dell'Ucraina sovietica e sulla Costituzione dell'Unione Sovietica - Incremento del bilancio di stato e adozione di misure per lo sviluppo industriale - Rafforzamento dell'Armata Rossa e della Marina - Elezione del Comitato esecutivo centrale panucraino                                                                            |
| IX Congresso panucraino dei Soviet                  | 3-10 maggio 1925           | Charkiv       | - Emendamenti alla costituzione in accordo con la Costituzione sovietica del 1924 e con la creazione della RSSA Moldava - Miglioramento dell'apparato statale - Adozione di misure atte a rinforzare l'Armata Rossa e la Marina |
| X Congresso panucraino dei Soviet                   | 6-13 aprile 1927           | Charkiv       | |
| XI Congresso panucraino dei Soviet                  | 7-15 maggio 1929           | Charkiv       | - Emendamenti alla Costituzione della RSS Ucraina in quanto membro dell'Unione Sovietica |
| XII Congresso panucraino dei Soviet                 | 25 febbraio - 4 marzo 1931 | Charkiv       | |
| XIII Congresso panucraino dei Soviet                | 15-22 gennaio 1935         | Kiev          | |
| XIV Congresso panucraino dei Soviet (straordinario) | 25-31 gennaio 1937         | Kiev          | - Trasformazione del Congresso dei Soviet e del Comitato esecutivo centrale nel Soviet Supremo - Adattamento della Costituzione ucraina alla Costituzione sovietica del 1936 |

## Elezione
Il Congresso era formato dai rappresentanti dei soviet locali (un delegato ogni 25 000 elettori), dei congressi degli oblast' e del Consiglio repubblicano autonomo (un deputato ogni 125.000 abitanti).

## Poteri
La giurisdizione esclusiva del Congresso comprendeva:
- L'elezione del Comitato esecutivo centrale dell'Ucraina
- L'adozione della Costituzione della RSS Ucraina e dei suoi emendamenti.
- L'approvazione degli emendamenti proposti dal comitato esecutivo
- L'approvazione delle costituzioni delle repubbliche autonome dell'Ucraina

Per le altre questioni, il Congresso e il Comitato esecutivo centrale avevano la stessa autorità.